# Brachycrotaphus latipes
Brachycrotaphus latipes är en insektsart som först beskrevs av Bolívar, I. 1905.  Brachycrotaphus latipes ingår i släktet Brachycrotaphus och familjen gräshoppor. Inga underarter finns listade i Catalogue of Life.